# Leonid Pirogow
Leonid Grigorjewicz Pirogow (ros. Леонид Григорьевич Пирогов; ur. 23 marca 1910 w Moskwie, zm. 15 kwietnia 1968 tamże) – radziecki aktor filmowy i głosowy. 
Pochowany na Cmentarzu Nowodziewiczym w Moskwie.

## Wybrana filmografia

### Aktor
- 1945: Witaj, Moskwa! jako mistrz Nikanor Iwanowicz Nikanorow
- 1946: White Fang jako Gold Digger
- 1947: Miklouho-Maclay jako profesor Ozerow
- 1949: Upadek Berlina jako James Byrnes
- 1952: Kompozytor Glinka jako Boyan w operze Ruslan i Ludmiła
- 1953: Wrogie trąby powietrzne jako przywódca anarchistyczny
- 1953: Srebrny pył jako zatrzymany bezrobotny na komisariacie
- 1954: „Zawodnik” jedzie do Marto jako Larsen
- 1954: Siostry Rachmanowa jako Rogoszyn
- 1955: Duchy opuszczają szczyty jako rozmówca Kortets
- 1955: Drogi i losy jako profesor Garmash
- 1955: Los perkusisty
- 1955, 1956: Tajemnica dwóch oceanów jako Ivan Bystrov
- 1956: How Gianni Goes to Hell
- 1956: Morderstwo na Dante Street jako Uchodźca
- 1957: Do Morza Czarnego jako Ivan Biryukov
- 1958: Wolontariusze
- 1958: Zaczął Majakowski ... jako Hrabia Woroncow
- 1959: Na dzikim brzegu Irtyszu jako Vakulin
- 1961: Pojedynek jako Bityugow
- 1961: Lyubushka jako Generał
- 1962: Bez strachu i wyrzutów
- 1962: Toy Director
- 1962: We Love You jako członek Rady Sztuki
- 1962: Siedem niani jako główny kelner San Sanych
- 1963: Jest też taka wyspa jako Polyakov
- 1963: Tajemnica pokoju nr 216 jako Witzek
- 1963: Słonie z much jako inspektor Urzędu Statystycznego
- 1964: Niebieski kubek jako starzec z bałałajką
- 1965: My, Rosjanie, jesteśmy kapłanem
- 1965: Komisja Nadzwyczajna jako Kapitan sztabu Getman
- 1966: Na cienkim lodzie jako Remizov, kelner restauracji
- 1966: Zły żart
- 1967: Dr. Vera
- 1967: Marine Stories jako Piotr Karpov, armator
- 1968: Dwóch towarzyszy obsługiwanych

### Filmy animowane
- 1945: Zaginione pismo
- 1947: Konik Garbusek jako Daniłło
- 1948: Słoń i mrówka jako Słoń
- 1950: Gdy na choinkach zapalają się ognie jako Dziadek Mróz
- 1951: Serce śmiałka
- 1953: Magiczne zabawki
- 1962: Kwitnący sad jako han
- 1966: Po kruchym lodzie
- 1967: Bajka o złotym koguciku

## Nagrody i odznaczenia
- Medal „Za obronę Moskwy” - 1944
- Medal „Za obronę Leningradu” - 1946
- Medal „Za zwycięstwo nad Niemcami w Wielkiej Wojnie Ojczyźnianej 1941–1945” - 1946
- Medal „W upamiętnieniu 800-lecia Moskwy” - 1948
- Medal „Pamięci 250. rocznicy Leningradu” - 1957